# Hilarije
Hilarije, papa 19. studenog 461. do 28. veljače 468.

## Životopis
Bio je rodom sa Sardinije, a prije izbora za papu je služio kao rimski arhiđakon te se još pod svojim prethodnikom Lavom I. istakao po osudi Drugog efeškog sabora 449. godine. Izabran je za papu 17. studenog 461., a posvećen je 19. studenog. Za vrijeme pontifikata nastavio je s politikom njegovog prethodnika Lava I. Pontifikat mu je uglavnom obilježen rješavanjem sporova oko nadležnosti biskupa u Galiji i Hispaniji. Radi 
jednog od njih je sazvao sabor u Rimu održan 19. studenog 465., a koji predstavlja prvi crkveni sabor od koga su očuvani originalni dokumenti. 
Umro je u Rimu 28. veljače 468., a pokopan je u rimskoj bazilici svetog Lovre izvan zidina. Proglašen je svetim, a spomendan mu je 29. veljače.